# Stan wojenny w Królestwie Polskim (1861–1862)

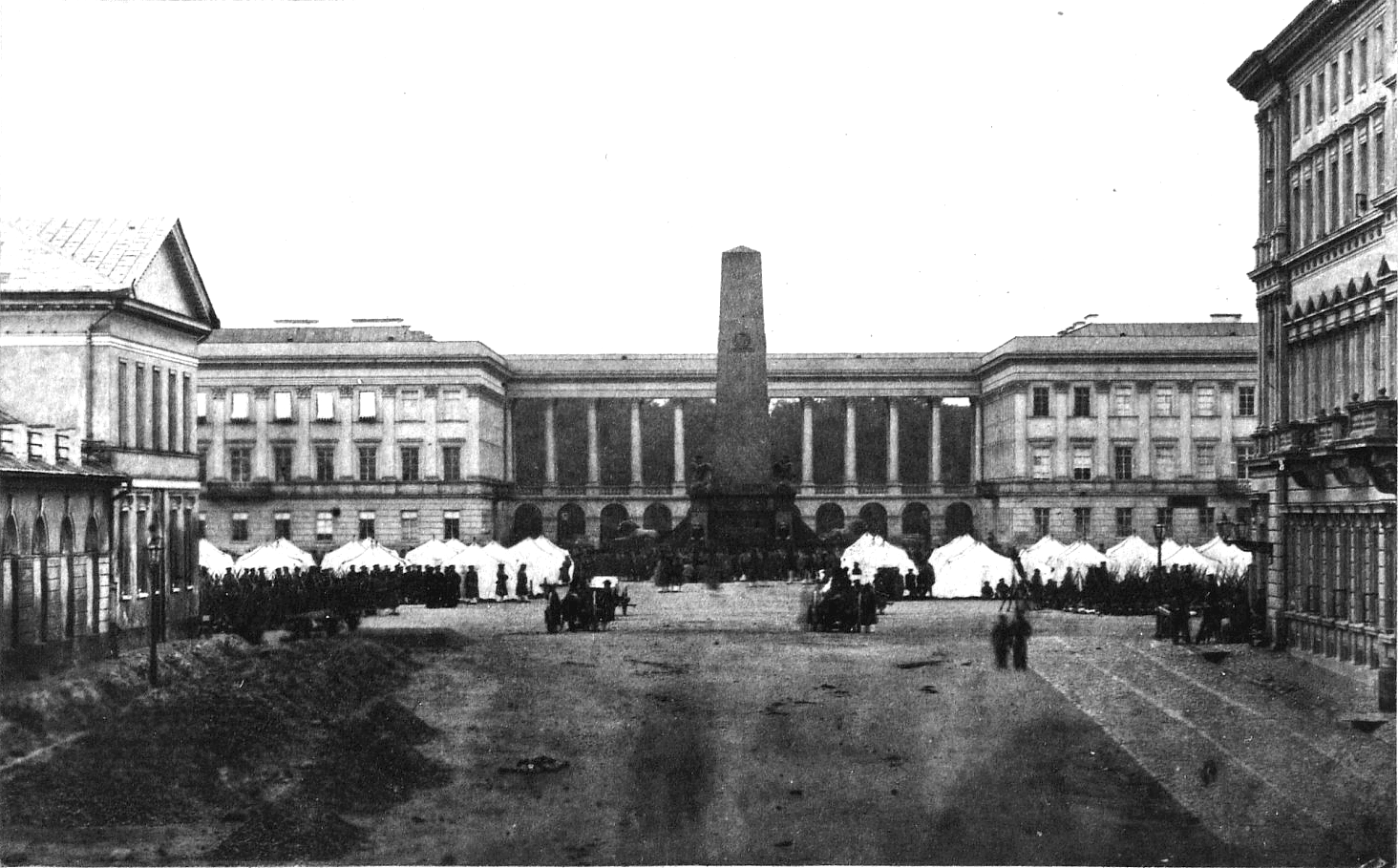
Biwak armii Imperium Rosyjskiego na placu Saskim w czasie stanu wojennego w Warszawie, przed pomnikiem oficerów-lojalistów poległych w Noc Listopadową, 1861

Stan wojenny w Królestwie Polskim 1861 – stan wojenny wprowadzony 14 października 1861 na terenie Królestwa Polskiego na rozkaz cesarza Rosji Aleksandra II przez namiestnika rosyjskiego gen. Karola Lamberta.
Z mocy Najwyższego Jego Cesarsko-Królewskiego rozkazu, Królestwo Polskie ogłasza się jako zostające w stanie wojennym
Wprowadzenie stanu wojennego na obszarze całego kraju miało na celu spacyfikowanie dążeń niepodległościowych Polaków i nastąpiło w przeddzień 44 rocznicy śmierci Tadeusza Kościuszki. Wszystkie sprawy o udział w nabożeństwach i demonstracjach patriotycznych podlegały odtąd sądom wojennym.

## Geneza
Stanowiące powód wprowadzenia stanu wojennego manifestacje narodowe trwały od czerwca 1860, to jest od pogrzebu wdowy po generale Sowińskim (legendarnym obrońcy miasta z 1831). Decyzją namiestnika Gorczakowa wojsko i żandarmeria nie interweniowały w ich przebieg do 25 lutego 1861 (rocznicy bitwy grochowskiej), kiedy pod kościół przy ul. Freta przywieziono w wozie ze śmieciami chorągwie z Orłem i Pogonią. Zebrany tłum rozproszyli konni żandarmi, aresztując 30 osób.
Dwa dni później w kolejnej manifestanci żądano uwolnienia aresztowanych 25 lutego, reform oraz gwarancji praw obywatelskich. Na warszawskim Starym Mieście manifestacja zamieniła się w procesję, a na Krakowskim Przedmieściu od salwy oddanej przez kozaków do manifestantów zginęło pięć osób. Zdeprymowany Gorczakow, z obawy, że kolejne starcia mogą przerodzić się w otwarte walki, wycofał wojsko z ulic i zgodził się, by powołana w nocy z 27 na 28 lutego Delegacja Miejska wystosowała w imieniu społeczeństwa polskiego adres do cesarza. Listu, pod którym podpisały się najznamienitsze osobistości Królestwa, monarcha przyjąć nie chciał. Gorczakow dostrzegając niebezpieczeństwo wybuchu powstania, zataił fakt odrzucenia adresu, zgodził się na manifestacyjny pogrzeb ofiar starć lutowych, wycofał policję i wojsko z ulic, pilnowanie porządku powierzając straży obywatelskiej. Jednocześnie przygotował w marcu 1861 r. pierwszy plan ogłoszenia w Królestwie Polskim stanu wojennego oraz zaprowadzenia w Warszawie stanu oblężenia. 

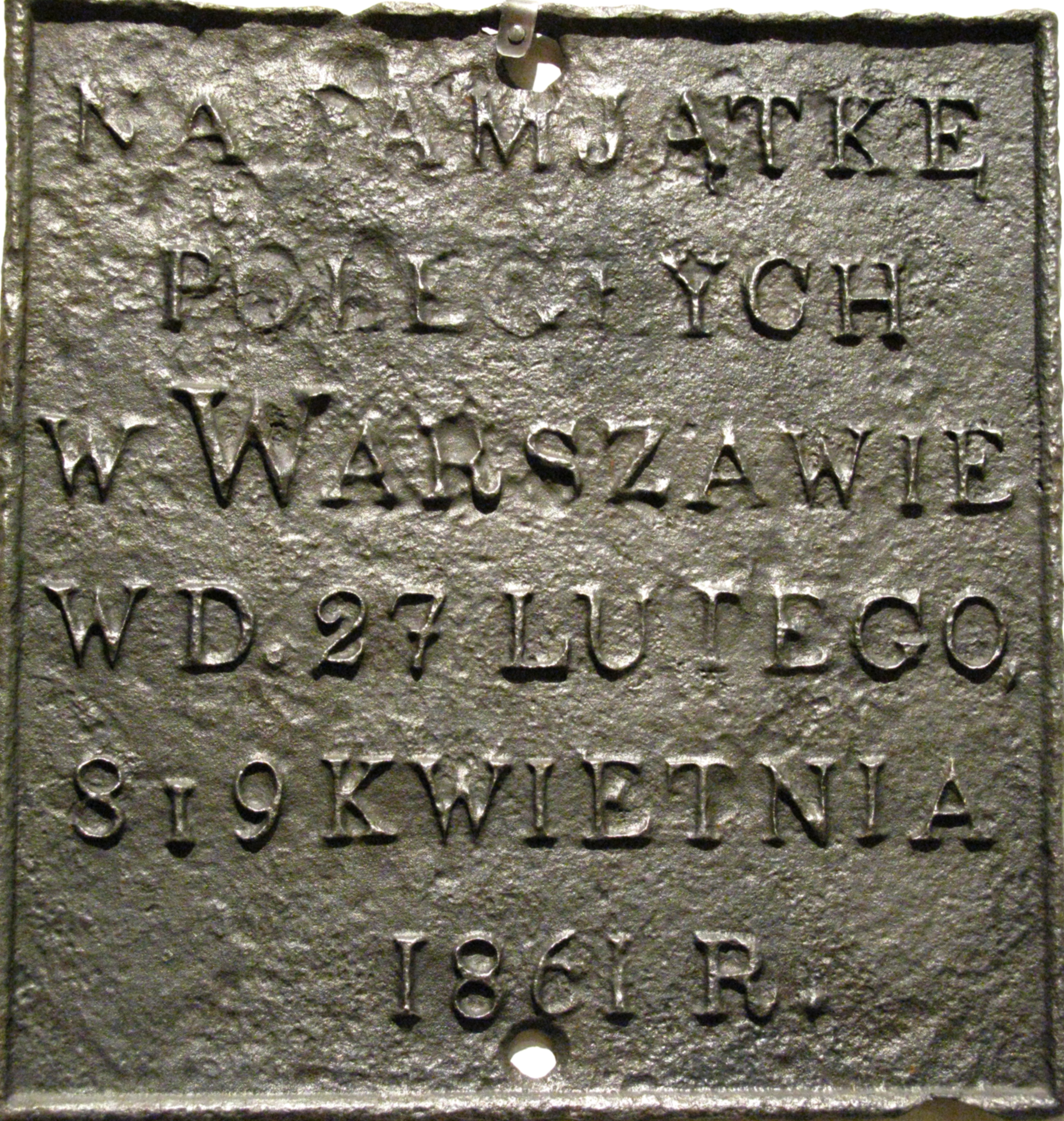
Plakietka upamiętniająca masakry w Warszawie w 1861

8 kwietnia 1861, w wyniku ostrzelania przez Rosjan uczestników demonstracji przeciw rozwiązaniu Towarzystwa Rolniczego, na placu Zamkowym w Warszawie zginęło ponad 100 osób, a około 200 zostało rannych. Aleksander Wielopolski, skłonny początkowo do poparcia siłowych prób stłumienia polskiego ruchu narodowego, poróżnił się z agresywnymi wobec Polaków władzami rosyjskimi w Warszawie, złożył dymisję i wyjechał w 1861 do Petersburga. Tam zdobył przychylność dworu dla swoich poglądów, przekonując, że tylko ustępstwa wobec Polaków mogą uspokoić wrzącą sytuację w Królestwie.
Po śmierci Gorczakowa nowym namiestnikiem został Nikołaj Suchozanet, którego z kolei zastąpił Karol Lambert. Próbował on negocjacji z Białymi, zezwalając Polakom na patriotyczne śpiewy i demonstracje. Otoczenie Lamberta – zwłaszcza wojskowy generał-gubernator warszawski (od sierpnia 1861) Aleksandr Daniłowicz Gerstenzweig, wyrzucało namiestnikowi zbytnią łagodność i pobłażliwość względem Polaków. Zbliżał się 15 października – rocznica śmierci Tadeusza Kościuszki. Spodziewano się potężnych wystąpień, co w połączeniu z panującym w Królestwie Polskim napięciem spowodowało podjęcie przez cara decyzji o wprowadzeniu stanu wojennego.

## Przebieg
Wraz z ogłoszeniem stanu wojennego zakazano Polakom organizowania i uczestnictwa we wszelkich manifestacjach patriotycznych. Gdy jednak 15 października 1861 ludność Warszawy zlekceważyła zakaz i udała się do kościołów, aby uczcić pamięć Kościuszki, Gerstenzweig nakazał wojsku otoczenie kościołów i aresztowanie wszystkich wychodzących. Ponieważ wierni zebrani w katedrze św. Jana oraz w kościele Bernardynów postanowili zostać w nich na noc, 15 października 1861 nakazał on wojsku wkroczyć do świątyń w celu aresztowania manifestantów. Gerstwenzweig osobiście dowodził przy tym akcją wtargnięcia żołnierzy rosyjskich do katedry. Aresztowano około 3000 osób, które uwięziono w warszawskiej Cytadeli.
W zaistniałej sytuacji duchowieństwo katolickie uznało wejście uzbrojonego wojska do świątyń za profanację i zamknęło wszystkie warszawskie kościoły. W geście solidarności swoje zbory zamknęli również protestanci, a rabin Izaak Kramsztyk nakazał zamknąć synagogi. Na skutek powszechnego wzburzenia aresztowaniami w kościołach, namiestnik Lambert (sam katolik) nakazał natychmiastowe zwolnienie 1600 osób, wykonanie polecenia zlecając oberpolicmajstrowi warszawskiemu gen. Lewszynowi i komendantowi Cytadeli gen. Jermołowowi. Lambert nie zawiadomił o swoich decyzjach Gerstenzweiga, który wzburzony tym faktem przybył wieczorem do Pałacu Namiestnikowskiego i w trakcie burzliwej rozmowy nazwał namiestnika „izmiennikom” („zdrajcą”), a nawet spoliczkował go. Ta niebywała sytuacja wymagała rozstrzygnięcia honorowego, a ponieważ klasyczny pojedynek między dwoma najwyższymi dygnitarzami carskimi i zarazem generałami w Królestwie w warunkach stanu wojennego nie wchodził w grę, Lambert wyzwał Gerstenzweiga na pojedynek amerykański. Białą kulę wyciągnął Gerstenzweig i wykonując obowiązek honorowy, strzelił do siebie, ale tak niefortunnie, że umierał kilka dni.
Przejęty zdarzeniem Lambert podał się do dymisji i 28 października 1861 opuścił Warszawę. Funkcję namiestnika objął początkowo ponownie Nikołaj Suchozanet, po czym zastąpił go Aleksandr Lüders. Z jego mianowaniem w Królestwie Polskim ponownie zaczęto stosować metody terroru, a społeczeństwo zostało dotknięte kolejnymi szykanami (zakaz śpiewów w kościołach poza mszami, zakaz iluminowania figur świętych poza kościołami itp.). Zakazem objęto śpiewanie pieśni „Boże coś Polskę” (od 1861), „Pod Twą obronę” i „Święty Boże” (od lutego 1862) oraz „Serdeczna matko” (od marca 1862). Niebezpieczne było nawet noszenie czarnych ubrań kojarzących się z żałobą narodową (zatrzymania z tego powodu rozpoczęły się 12 kwietnia 1861; jeszcze w 1873 należało na to uzyskiwać policyjną zgodę), jak też ubrań amarantowych (uważanych ówcześnie za barwy narodowe). W istniejącej atmosferze terroru 15 czerwca 1862 rosyjski oficer narodowości ukraińskiej Andrij Potebnia dokonał zamachu na namiestnika, w którym ten został ciężko ranny (kula zdruzgotała szczękę). Zamach ten przyniósł ograniczenie represji – sam namiestnik (rychło odwołany) zaczął wstawiać się za aresztantami. W istniejącej sytuacji władze rosyjskie zmieniły politykę na ugodową – Lüdersa odwołano, a jego miejsce zajął wielki książę Konstanty, na którego już 3 lipca 1862 dokonano nieudanego zamachu. Nowy namiestnik wraz z margrabią Wielopolskim – od czerwca 1862 naczelnikiem rządu cywilnego (i niedoszłą ofiarą zamachów z 7 i 15 sierpnia 1862) – próbował przeprowadzić reformy mające zapobiec powstaniu, wprowadzając postanowienia o autonomii Królestwa oraz powołując Polaków na stanowiska gubernatorów cywilnych. W 1862 na bazie Akademii Medyko-Chirurgicznej powstała Szkoła Główna Warszawska. Przywrócono Radę Stanu, wprowadzono samorząd dla gmin miejskich i wiejskich, powiatów i guberni, oczynszowano chłopów i równouprawniono Żydów. Jednym z posunięć wielkiego księcia było stopniowe zniesienie stanu wojennego. 8 września 1862 zniesiono stan wojenny w guberni radomskiej z wyjątkiem Radomia i Kielc, 10 października 1862 w guberni lubelskiej i augustowskiej z wyłączeniem Lublina, Siedlec i Suwałk, wreszcie 16 grudnia 1862 w guberni warszawskiej i płockiej z wyłączeniem Warszawy, Kalisza i Płocka, powiatów: lipnowskiego, piotrkowskiego oraz miejscowości położonych wzdłuż linii Kolei Warszawsko-Wiedeńskiej i Kolei Warszawsko-Bydgoskiej. W obliczu gremialnego braku zainteresowania Polaków projektami ugody z zaborcą nie udało mu się jednak zapobiec wybuchowi powstania.